# Алтопашо
Алтопашо (итал. Altopascio) је насеље у Италији у округу Лука, региону Тоскана.
Према процени из 2011. у насељу је живело 9413 становника. Насеље се налази на надморској висини од 15 м.

## Становништво
Према резултатима пописа становништва 2011. у општини је живело 15.072 становника.
| 1931. | 1936. | 1951. | 1961. | 1971. | 1981. | 1991. | 2001.  | 2011.  |
| ----- | ----- | ----- | ----- | ----- | ----- | ----- | ------ | ------ |
| 8.354 | 7.647 | 7.254 | 7.462 | 8.688 | 9.580 | 9.976 | 11.152 | 15.072 |

## Партнерски градови
- El Perelló
- Сен Жил